# Gain Line
Gain Line (né le 1er avril 2006, mort le 1er février 2020) est un cheval hongre de robe alezan inscrit au stud-book du Hanovrien, monté en saut d'obstacles par les cavaliers français Simon Delestre et Pénélope Leprévost, et appartenant au cavalier et investisseur ukrainien Alexander Onyshchenko.
Vendu aux écuries du cavalier saoudien Abdullah al-Sharbatly en juillet 2019, il meurt le 1er février 2020, d'une crise de coliques.

## Histoire

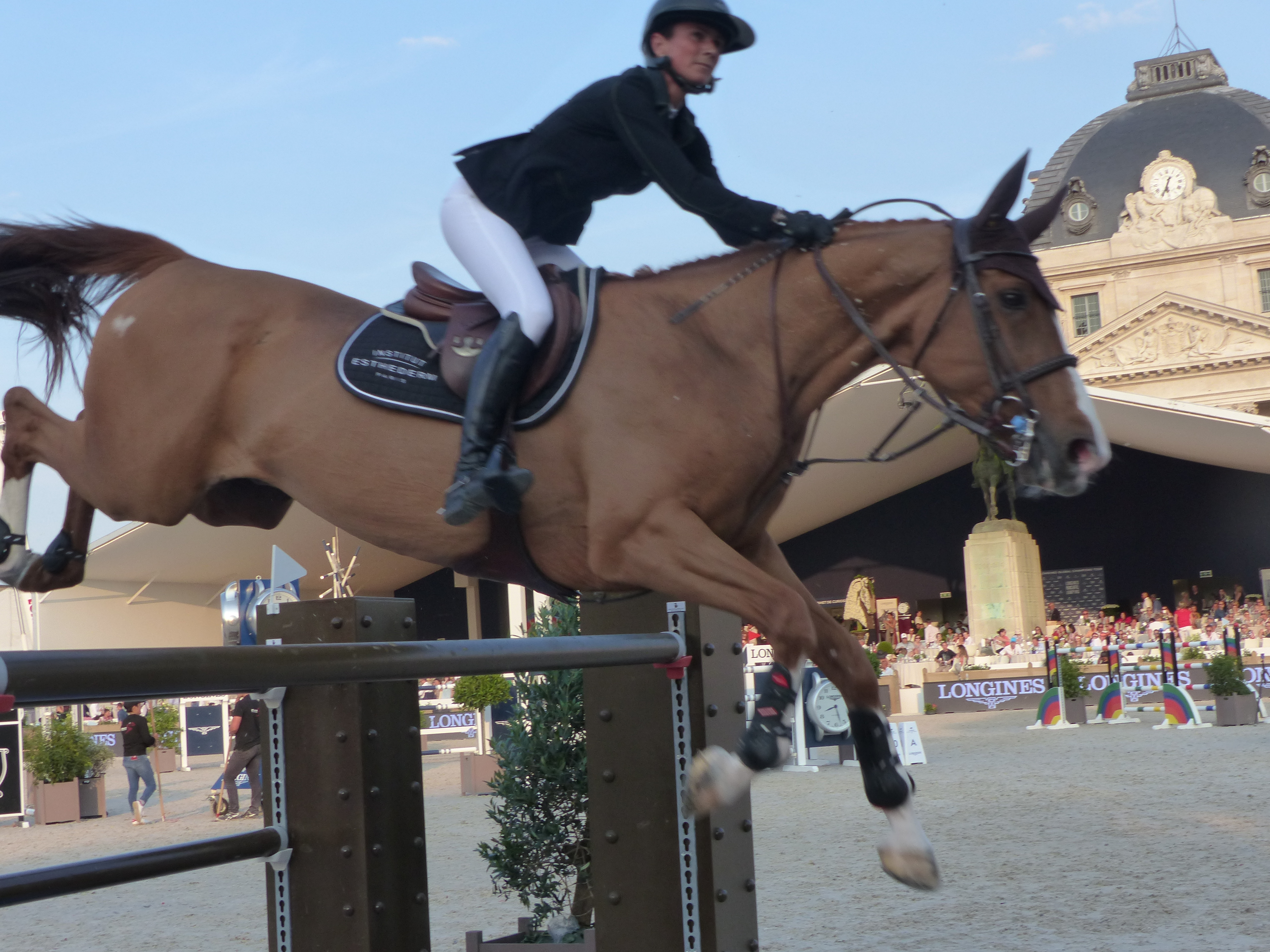
Gain Line monté par Pénélope Leprévost au Paris Eiffel Jumping 2018

Il naît le 1er avril 2006 à l'élevage de Carola Lampe. Propriété du cavalier et investisseur ukrainien Alexander Onyshchenko, qui le monde de temps en temps, il est confié à Simon Delestre, dont il est le cheval de tête de juillet 2017 à début 2018. Il est ensuite confié à sa collègue Pénélope Leprévost, en juin de cette même année,,. En novembre 2018, le milliardaire Alexander Onyshchenko, connu pour son impulsivité, récupère ses chevaux à l'écurie de Pénélope Leprevost et les confie à la cavalière Belge Gudrun Patteet,. Gain Line suit une période de repos et reprend les concours début 2019.
Gain Line commence la saison 2019 sous la selle de son propriétaire. En juillet, il arrive dans les écuries du cavalier saoudien Abdullah al-Sharbatly.
Il meurt le 1er février 2020, d'une crise de coliques.

## Description
Gain Line est un hongre de robe alezan, inscrit au stud-book du Hanovrien.

## Palmarès
- Octobre 2017 : vainqueur du CSI3*-w d'El Jadida[12],[13].
- février 2018 : 3e du Grand Prix Land Rover de Bordeaux, avec Simon Delestre[14]
- Juillet 2018 : vainqueur du Grand Prix Longines 5* d'Ascona, avec Pénélope Leprévost[15],[16].

## Origines
Gain Line est un fils de Stolzenberg et de la jument Raffiness 25, par Raphaël.